# Opius bajariae
Opius bajariae (лат.) — вид паразитических наездников рода Opius из семейства Braconidae (Opiinae). Неарктика, Палеарктика, в том числе, Россия, Иран, Китай, Корея, Турция. Мелкие наездники (менее 3 мм). От близких видов отличается следующими признаками: длина первого членика жгутика в 1,7 раза больше его ширины; длина голов в 2 раза больше ширины. Метасома и проподеум гладкие. Среди хозяев отмечены мухи из семейства Agromyzidae: Liriomyza bryoniae  (Kaltenbach, 1858 ) (на Vicia faba); Liriomyza congesta  (Becker, 1903); Phytomyza ilicis  Curtis, 1846. Вид был впервые описан в 1989 году австрийским энтомологом Максом Фишером (Naturhistorisches Museum, Вена, Австрия), крупным специалистом по Braconidae, описавшим около тысячи видов наездников. Включён в состав подрода Pendopius.